# معركة نوفارا 1849
معركة نوفارا أو معركة بيكوكا (بيكوكا هي منطقة في نوفارا) كانت واحدة من المعارك التي دارت رحاها بين الإمبراطورية النمساوية ومملكة سردينيا الإيطالية خلال حرب الاستقلال الأولى في عهد توحيد إيطاليا. دامت المعركة طوال يوم 22 مارس/ آذار 1849 و انتهت عند فجر في 23 آذار / مارس، بهزيمة قاسية وتراجع جيش سردينيا بيدمونت.